# 扇形鸢尾
扇形鸢尾（学名：Iris wattii）为鸢尾科鸢尾属的植物。分布在不丹、印度以及中国大陆的西藏、云南等地，生长于海拔2,000米的地区，多生长在林缘草地和河边湿地，目前尚未由人工引种栽培。

## 别名
扁竹兰、铁扇子、老君扇（云南）